# Judo-Grand-Slam-Turnier in Japan
Das Grand-Slam-Turnier in Japan ist ein Judo-Turnier in Japan. Es ist im Jahreskalender das letzte Judo-Grand-Slam-Turnier.
Das Turnier fand von 2008 bis 2017 in Tokio statt, 2018 und 2019 in Osaka. Ab 2020 war die Rückkehr in den Nippon Budōkan in Tokio angekündigt, die Austragungen 2020 und 2021 wurden aber wegen der COVID-19-Pandemie abgesagt. Vor 2008 wurde seit 1978 in Tokio 15-mal der Jigoro Kano Cup ausgetragen, bei dem allerdings lediglich 2007 auch Frauen antraten. Von 1983 bis 2006 fand als Frauenturnier 24-mal der Fukuoka Cup statt.

## Siegerliste des Turniers 2008

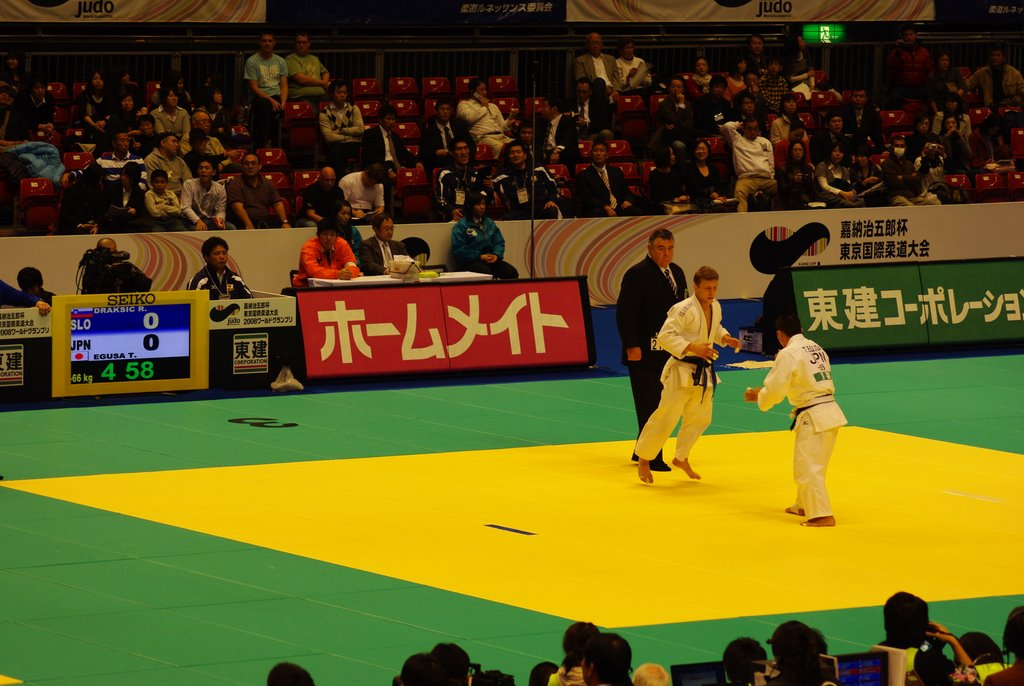
Der Japaner Tatsuaki Egusa siegt im Halbfinale gegen Rok Drakšič aus Slowenien.

Das erste Grand-Slam-Turnier in Japan fand vom 12. bis zum 14. Dezember 2008 in Tokio statt.
| Gewichtsklasse     | Männer            | Frauen                |
| ------------------ | ----------------- | --------------------- |
| Superleichtgewicht | Kisei Akimoto     | Tomoko Fukumi         |
| Halbleichtgewicht  | Tatsuaki Egusa    | Yuka Nishida          |
| Leichtgewicht      | Wang Ki-chun      | Kaori Matsumoto       |
| Halbmittelgewicht  | Masahiko Tomouchi | Urška Žolnir          |
| Mittelgewicht      | Takashi Ono       | Lucie Décosse         |
| Halbschwergewicht  | Takamasa Anai     | Yang Xiuli            |
| Schwergewicht      | Yohei Takai       | Jelena Iwaschtschenko |

## Siegerliste des Turniers 2009
Das zweite Grand-Slam-Turnier in Japan fand vom 11. bis zum 13. Dezember 2009 in Tokio statt.
| Gewichtsklasse     | Männer             | Frauen          |
| ------------------ | ------------------ | --------------- |
| Superleichtgewicht | Masaaki Fukuoka    | Tomoko Fukumi   |
| Halbleichtgewicht  | Masashi Ebinuma    | Misato Nakamura |
| Leichtgewicht      | Wang Ki-chun       | Hitomi Tokuhisa |
| Halbmittelgewicht  | Euan Burton        | Yoshie Ueno     |
| Mittelgewicht      | Takashi Ono        | Mina Watanabe   |
| Halbschwergewicht  | Hwang Hee-tae      | Akari Ogata     |
| Schwergewicht      | Kazuhiko Takahashi | Maki Tsukada    |

## Siegerliste des Turniers 2010
Das dritte Grand-Slam-Turnier in Japan fand vom 11. bis zum 13. Dezember 2010 in Tokio statt.
| Gewichtsklasse     | Männer            | Frauen              |
| ------------------ | ----------------- | ------------------- |
| Superleichtgewicht | Hirofumi Yamamoto | Tomoko Fukumi       |
| Halbleichtgewicht  | Masaaki Fukuoka   | Yuka Nishida        |
| Leichtgewicht      | Riki Nakaya       | Kaori Matsumoto     |
| Halbmittelgewicht  | Takahiro Nakai    | Clarisse Agbegnenou |
| Mittelgewicht      | Masashi Nishiyama | Haruka Tachimoto    |
| Halbschwergewicht  | Takamasa Anai     | Audrey Tcheuméo     |
| Schwergewicht      | Kim Sung-min      | Megumi Tachimoto    |

## Siegerliste des Turniers 2011
Das vierte Grand-Slam-Turnier in Japan fand vom 9. bis zum 11. Dezember 2011 in Tokio statt.
| Gewichtsklasse     | Männer               | Frauen          |
| ------------------ | -------------------- | --------------- |
| Superleichtgewicht | Hirofumi Yamamoto    | Haruna Asami    |
| Halbleichtgewicht  | Tomofumi Takajo      | Takumi Miyakawa |
| Leichtgewicht      | Hiroyuki Akimoto     | Kaori Matsumoto |
| Halbmittelgewicht  | Tomohiro Kawakami    | Urška Žolnir    |
| Mittelgewicht      | Masashi Nishiyama    | Tomoe Ueno      |
| Halbschwergewicht  | Sergei Samoilowitsch | Akari Ogata     |
| Schwergewicht      | Alexander Michailin  | Mika Sugimoto   |

## Siegerliste des Turniers 2012
Das fünfte Grand-Slam-Turnier in Japan fand vom 30. November bis zum 2. Dezember 2012 in Tokio statt.
| Gewichtsklasse     | Männer            | Frauen           |
| ------------------ | ----------------- | ---------------- |
| Superleichtgewicht | Naohisa Takato    | Haruna Asami     |
| Halbleichtgewicht  | Junpei Morishita  | Yuki Hashimoto   |
| Leichtgewicht      | Shōhei Ōno        | Anzu Yamamoto    |
| Halbmittelgewicht  | Kim Jae-bum       | Megumi Tsugane   |
| Mittelgewicht      | Lee Kyu-won       | Linda Bolder     |
| Halbschwergewicht  | Daisuke Kobayashi | Ruika Satō       |
| Schwergewicht      | Kim Sung-min      | Megumi Tachimoto |

## Siegerliste des Turniers 2013
Das sechste Grand-Slam-Turnier in Japan fand vom 30. November bis zum 1. Dezember 2013 in Tokio statt.
| Gewichtsklasse     | Männer          | Frauen           |
| ------------------ | --------------- | ---------------- |
| Superleichtgewicht | Naohisa Takato  | Ami Kondo        |
| Halbleichtgewicht  | Tomofumi Takajo | Yuki Hashimoto   |
| Leichtgewicht      | Riki Nakaya     | Nae Udaka        |
| Halbmittelgewicht  | Takanori Nagase | Kana Abe         |
| Mittelgewicht      | Mashu Baker     | Chizuru Arai     |
| Halbschwergewicht  | Lukáš Krpálek   | Marhinde Verkerk |
| Schwergewicht      | Kim Sung-min    | Megumi Tachimoto |

## Siegerliste des Turniers 2014
Das siebte Grand-Slam-Turnier in Japan fand vom 5. bis zum 7. Dezember 2014 in Tokio statt.
| Gewichtsklasse     | Männer           | Frauen          |
| ------------------ | ---------------- | --------------- |
| Superleichtgewicht | Kim Won-jin      | Ami Kondo       |
| Halbleichtgewicht  | Hifumi Abe       | Yuki Hashimoto  |
| Leichtgewicht      | Hiroyuki Akimoto | Kaori Matsumoto |
| Halbmittelgewicht  | Takanori Nagase  | Tina Trstenjak  |
| Mittelgewicht      | Gwak Dong-han    | Gévrise Émane   |
| Halbschwergewicht  | Cho Gu-ham       | Kayla Harrison  |
| Schwergewicht      | Renat Saidow     | Nami Inamori    |

## Siegerliste des Turniers 2015
Das achte Grand-Slam-Turnier in Japan fand vom 4. bis zum 6. Dezember 2015 in Tokio statt.
| Gewichtsklasse     | Männer                   | Frauen          |
| ------------------ | ------------------------ | --------------- |
| Superleichtgewicht | Naohisa Takato           | Ami Kondo       |
| Halbleichtgewicht  | Tomofumi Takajo          | Misato Nakamura |
| Leichtgewicht      | Hiroyuki Akimoto         | Tsukasa Yoshida |
| Halbmittelgewicht  | Awtandil Tschrikischwili | Martyna Trajdos |
| Mittelgewicht      | Mashu Baker              | Chizuru Arai    |
| Halbschwergewicht  | Ryunosuke Haga           | Kayla Harrison  |
| Schwergewicht      | Hisayoshi Harasawa       | Nami Inamori    |

## Siegerliste des Turniers 2016
Das neunte Grand-Slam-Turnier in Japan fand vom 2. bis zum 4. Dezember 2016 in Tokio statt.
| Gewichtsklasse     | Männer            | Frauen                 |
| ------------------ | ----------------- | ---------------------- |
| Superleichtgewicht | Ryūju Nagayama    | Mönchbatyn Urantsetseg |
| Halbleichtgewicht  | Hifumi Abe        | Natsumi Tsunoda        |
| Leichtgewicht      | Soichi Hashimoto  | Tsukasa Yoshida        |
| Halbmittelgewicht  | Takanori Nagase   | Kathrin Unterwurzacher |
| Mittelgewicht      | Aleksandar Kukolj | Saki Niizoe            |
| Halbschwergewicht  | Kirill Denissow   | Ruika Satō             |
| Schwergewicht      | Takeshi Ojitani   | Sarah Asahina          |

## Siegerliste des Turniers 2017
Das zehnte Grand-Slam-Turnier in Japan fand vom 2. bis zum 3. Dezember 2017 in Tokio statt.
| Gewichtsklasse     | Männer                  | Frauen          |
| ------------------ | ----------------------- | --------------- |
| Superleichtgewicht | Naohisa Takato          | Ami Kondo       |
| Halbleichtgewicht  | Hifumi Abe              | Uta Abe         |
| Leichtgewicht      | Arata Tatsukawa         | Tsukasa Yoshida |
| Halbmittelgewicht  | Uuganbaatar Otgonbaatar | Miku Tashiro    |
| Mittelgewicht      | Kenta Nagasawa          | Yōko Ōno        |
| Halbschwergewicht  | Cho Gu-ham              | Shori Hamada    |
| Schwergewicht      | Yusei Ogawa             | Sarah Asahina   |

## Siegerliste des Turniers 2018
Das elfte Grand-Slam-Turnier in Japan vom 23. bis zum 25. November 2018 in Osaka statt.
| Gewichtsklasse     | Männer           | Frauen           |
| ------------------ | ---------------- | ---------------- |
| Superleichtgewicht | Ryūju Nagayama   | Funa Tonaki      |
| Halbleichtgewicht  | Joshiro Maruyama | Uta Abe          |
| Leichtgewicht      | Shōhei Ōno       | Jessica Klimkait |
| Halbmittelgewicht  | Takeshi Sasaki   | Masako Doi       |
| Mittelgewicht      | Shoichiro Mukai  | Chizuru Arai     |
| Halbschwergewicht  | Aaron Wolf       | Ruika Satō       |
| Schwergewicht      | Henk Grol        | Idalys Ortíz     |

## Siegerliste des Turniers 2019
Das zwölfte Grand-Slam-Turnier in Japan fand vom 22. bis zum 24. November 2019 in Osaka statt.
| Gewichtsklasse     | Männer              | Frauen           |
| ------------------ | ------------------- | ---------------- |
| Superleichtgewicht | Naohisa Takato      | Funa Tonaki      |
| Halbleichtgewicht  | Hifumi Abe          | Amandine Buchard |
| Leichtgewicht      | Masashi Ebinuma     | Momo Tamaoki     |
| Halbmittelgewicht  | Takanori Nagase     | Masako Doi       |
| Mittelgewicht      | Beka Ghwiniaschwili | Yōko Ōno         |
| Halbschwergewicht  | Ryunosuke Haga      | Mami Umeki       |
| Schwergewicht      | Inal Tassojew       | Akira Sone       |

## Siegerliste des Turniers 2022
Das 13. Grand-Slam-Turnier in Japan fand vom 3. bis zum 4. Dezember 2022 in Tokio statt.
| Gewichtsklasse     | Männer           | Frauen          |
| ------------------ | ---------------- | --------------- |
| Superleichtgewicht | Jeon Seung-beom  | Kano Miyaki     |
| Halbleichtgewicht  | Joshiro Maruyama | Uta Abe         |
| Leichtgewicht      | Soichi Hashimoto | Haruka Funakubo |
| Halbmittelgewicht  | Kenya Kohara     | Miku Takaichi   |
| Mittelgewicht      | Kosuke Mashiyama | Saki Niizoe     |
| Halbschwergewicht  | Gennaro Pirelli  | Rika Takayama   |
| Schwergewicht      | Hyōga Ōta        | Akira Sone      |

## Siegerliste des Turniers 2023
Das 14. Grand-Slam-Turnier in Japan fand vom 2. bis zum 3. Dezember 2023 in Tokio statt.
| Gewichtsklasse     | Männer             | Frauen          |
| ------------------ | ------------------ | --------------- |
| Superleichtgewicht | Ryūju Nagayama     | Natsumi Tsunoda |
| Halbleichtgewicht  | Hifumi Abe         | Uta Abe         |
| Leichtgewicht      | Hidayət Heydərov   | Christa Deguchi |
| Halbmittelgewicht  | Lee Joon-hwan      | Miku Takaichi   |
| Mittelgewicht      | Sanshiro Murao     | Sanne van Dijke |
| Halbschwergewicht  | Matwey Kanikowski  | Mayra Aguiar    |
| Schwergewicht      | Tamerlan Baschajew | Mao Arai        |

## Siegerliste des Turniers 2024
Das 15. Grand-Slam-Turnier in Japan fand vom 7. bis zum 8. Dezember 2024 in Tokio statt. 13 der 14 Siege gingen nach Japan, in neun Gewichtsklassen standen sich im Finale zwei Judoka aus Japan gegenüber.
| Gewichtsklasse     | Männer            | Frauen       |
| ------------------ | ----------------- | ------------ |
| Superleichtgewicht | Taiki Nakamura    | Wakana Koga  |
| Halbleichtgewicht  | Takeshi Takeoka   | Kisumi Omori |
| Leichtgewicht      | Ryuga Tanaka      | Mika Adachi  |
| Halbmittelgewicht  | Sōtarō Fujiwara   | Haruka Kaju  |
| Mittelgewicht      | Sanshiro Murao    | Mayu Honda   |
| Halbschwergewicht  | Matwey Kanikowski | Kurena Ikeda |
| Schwergewicht      | Kanta Nakano      | Mao Arai     |